# Rosa Blasi
Rosa Blasi (Chicago, 19 dicembre 1972) è un'attrice statunitense di origini italiane, nota soprattutto per il ruolo della dottoressa Luisa Delgado nella serie TV Squadra Med - Il coraggio delle donne e Barb in I Thunderman.

## Biografia
Blasi è nata a Chicago da Rocco e Joyce Blasi, di origini italiane, irlandesi e ispaniche; ha due sorelle, Marina e Tasha, e due fratelli, Michael e Rocky.
L'attrice ha una formazione classica come mezzosoprano. Proviene anche da un background teatrale che va dalla Piven Performance Company alla The Second City, con i quali ha recitato in numerosi musical e in tour con Kenny Rogers.
Blasi ha sposato Jim Finn dei New York Giants il 14 febbraio 2004, da cui ha avuto una figlia, Kaia Finn, il 20 settembre 2006. La coppia ha divorziato nel 2008. Il 3 maggio 2014, la Blasi si è risposata con il broker ipotecario Todd William Harris, ha una figliastra Ryan nata dalla precedente relazione di Harris.

## Carriera
Il debutto televisivo di Blasi è stato in un ruolo ricorrente nella soap opera della CBS, Beautiful. A seguire ha avuto un ruolo da protagonista nella sitcom di Hitz. 
In seguito è stata guest star di numerosi programmi come Frasier, Becker, Caroline in the City, V.I.P., Grown Ups e Beverly Hills, 90210. Ha recitato nel film drammatico del canale Showtime, Noriega: God's Favorite. Il film è stato diretto da Roger Spottiswoode e co-interpretato da Bob Hoskins.
Con un ruolo da protagonista, Blasi ha recitato nella serie drammatica Squadra Med - Il coraggio delle donne dal 2000 al 2006, interpretando una dottoressa che gestisce una clinica gratuita. Ha fatto un'apparizione in un episodio del 2005 di CSI: Miami, mentre il suo primo ruolo in un film importante è stato quello della moglie del personaggio di Bill Pullman in The Grudge.
Blasi è apparsa nello spettacolo The Vagina Monologues all'Apollo Theater ed partecipato con ricorrenza al concerto di beneficenza "What a Pair" per la ricerca sul cancro al seno, registrando numerosi spot radiofonici e televisivi. È anche un ospite abituale in talk show come Politically Incorrect con Bill Maher e The Late Late Show con Craig Kilborn. 
Dal 2013 al 2018 interpreta Barb Thunderman, la madre della famiglia di supereroi nell'omonima serie televisiva, dotata del potere di lanciare fulmini. È inoltre un personaggio ricorrente in General Hospital. 
Ha scritto nel 2011 una biografia intitolata Jock Itch: Misadventures of a Retired Jersey Chaser, pubblicata da HarperCollins.

## Filmografia

### Cinema
- Making Changes, regia di Matthew Rose - cortometraggio (2004)
- The Grudge, regia di Takashi Shimizu (2004)
- Lesser of Three Evils, regia di Wayne Kennedy (2007)
- Friends of Dorothy, regia di Stewart Wade - cortometraggio (2009)
- I Thunderman - Il ritorno (The Thundermans Return), regia di Trevor Krischner (2024)

### Televisione
- Beautiful (The Bold and the Beautiful) - serial TV (1996)
- Alta marea (High Tide) - serie TV, 2 episodi (1996)
- Sposati... con figli (Married... with Children) - serie TV, 1 episodio (1997)
- Lost on Earth - serie TV, 1 episodio (1997)
- Hitz - serie TV, 10 episodi (1997)
- Frasier - serie TV, 1 episodio (1998)
- Becker - serie TV, episodio 1x03 (1998)
- Caroline in the City - serie TV, 1 episodio (1998)
- Beverly Hills 90210 - serie TV, 1 episodio (1999)
- V.I.P. - serie TV, 1 episodio (2000)
- CSI: Miami - serie TV, 1 episodio (2005)
- Squadra Med - Il coraggio delle donne (Strong Medicine) - serie TV, 132 episodi (2000-2006)
- Make It or Break It - Giovani campionesse (Make It or Break It) - serie TV (2009)
- General Hospital – serie TV, 1 episodio (2010)
- Lo straordinario mondo di Gumball (The Amazing World of Gumball) - serie TV, 1 episodio (2011)
- Hot in Cleveland – serie TV, 1 episodio (2012)
- Fino all'ultimo inganno (Teenage Bank Heist), regia di Doug Campbell – film TV (2012)
- I fantasmi di casa Hathaway (The Haunted Hathaways) – serie TV, 1 episodio (2014)
- I Thunderman (The Thundermans) – serie TV, 98 episodi (2013-2018)
- Modern Family – serie TV, 1 episodio (2018)

## Doppiatrici italiane
Nelle versioni in italiano delle opere in cui ha recitato, Rosa Blasi è stata doppiata da:
- Sonia Mazza in Squadra Med - Il coraggio delle donne (st. 1-4)
- Maddalena Vadacca in Squadra Med - Il coraggio delle donne (st. 5-6)
- Renata Bertolas in I Thunderman, I Thunderman - Il ritorno
- Irene Di Valmo in The Grudge
- Emanuela Baroni in Make It or Break It - Giovani campionesse